# Karhal
Karhal là một thị xã và là một nagar panchayat của quận Mainpuri thuộc bang Uttar Pradesh, Ấn Độ.

## Địa lý
Karhal có vị trí 27°02′B 78°56′Đ / 27,03°B 78,94°Đ Nó có độ cao trung bình là 159 mét (521 feet).

## Nhân khẩu
Theo điều tra dân số năm 2001 của Ấn Độ, Karhal có dân số 24.529 người. Phái nam chiếm 52% tổng số dân và phái nữ chiếm 48%. Karhal có tỷ lệ 55% biết đọc biết viết, thấp hơn tỷ lệ trung bình toàn quốc là 59,5%: tỷ lệ cho phái nam là 61%, và tỷ lệ cho phái nữ là 49%. Tại Karhal, 18% dân số nhỏ hơn 6 tuổi.